# П'яний
«П'яний» — романтична кінокомедія 1997 року про закохану пару, стосунки яких вирішили зруйнувати їхні ж друзі.

## Сюжет
Двоє несхожих друзів фотограф Монтель, який прагне закохатися і створити щасливу сім'ю та бабій Клайд, на вечірці знайомляться з Адіною та Бренді. Адіна шукає собі багатого чоловіка, тому клює на успішного Клайда з Porsche. Монтель і Бренді закохуються один в одного та мають серйозні наміри. У їхньої пари друзів стосунки руйнуються, коли дівчина дізнається, що розкіш її бойфренда удавана. Вони не можуть примиритися з щастям Монтеля і Бренді й вирішують будь-якою ціною зруйнувати їхні стосунки.

## У ролях
| Актор               | Роль          |
| ------------------- | ------------- |
| Тіша Кембелл        | Бренді        |
| Расті Кандіфф       | Монтель       |
| Пола Джай Паркер    | Адіна         |
| Джо Торрі           | Клайд         |
| Мун Джонс           | Годзілла      |
| Кларенс Вільямс III | Великий Татко |
| Боббі Мардіс        | підозрюваний  |
| Джон Вітерспун      | детектив      |

## Створення фільму

### Виробництво
Зйомки фільму проходили в Лос-Анджелесі, Каліфорнія, США.

### Знімальна група
- Кінорежисер — Расті Кандіфф
- Сценаристи — Расті Кандіфф, Дарін Скотт
- Кінопродюсер — Дарін Скотт
- Композитор — Стенлі Кларк
- Кінооператор — Жуан Фернандеш
- Кіномонтаж — Ліза Бромвелл
- Художник-постановник — Терренс Фостер
- Художник-декоратор — Мелані Джонс
- Художник по костюмах — Трейсі Вайт
- Підбір акторів — Тоні Лі[2].

## Сприйняття
Фільм отримав змішані відгуки. На сайті Rotten Tomatoes оцінка стрічки становить 22 % на основі 9 відгуків від критиків (середня оцінка 4,2/10) і 76 % від глядачів із середньою оцінкою 3,6/5 (1 307 голосів). Фільму зарахований «гнилий помідор» від кінокритиків та «попкорн» від глядачів, Internet Movie Database — 5/10 (847 голосів).